# Mistshenkoana
Mistshenkoana is een geslacht van rechtvleugeligen uit de familie krekels (Gryllidae). De wetenschappelijke naam van dit geslacht is voor het eerst geldig gepubliceerd in 1990 door Gorochov.

## Soorten
Het geslacht Mistshenkoana omvat de volgende soorten:
- Mistshenkoana abbreviata Gorochov, 2007
- Mistshenkoana anatom Gorochov, 2008
- Mistshenkoana angustifrons Chopard, 1930
- Mistshenkoana anisyutkini Gorochov, 2007
- Mistshenkoana aperta Gorochov, 2007
- Mistshenkoana asymmetrica Gorochov, 2008
- Mistshenkoana baduri Gorochov, 2008
- Mistshenkoana belokobylskiji Gorochov, 1992
- Mistshenkoana beybienkoi Gorochov, 1990
- Mistshenkoana borneo Gorochov, 2007
- Mistshenkoana buonluoi Gorochov, 2007
- Mistshenkoana caudatus Bey-Bienko, 1966
- Mistshenkoana chopardi Bey-Bienko, 1966
- Mistshenkoana decora Gorochov, 2008
- Mistshenkoana designata Gorochov, 2008
- Mistshenkoana discreta Gorochov, 2007
- Mistshenkoana erromango Gorochov, 2008
- Mistshenkoana fijiensis Gorochov, 1990
- Mistshenkoana gracilis Chopard, 1925
- Mistshenkoana hulu Gorochov, 2007
- Mistshenkoana kisarani Gorochov, 2007
- Mistshenkoana kolobagara Gorochov, 2008
- Mistshenkoana kongtumensis Gorochov, 1990
- Mistshenkoana kukum Gorochov, 2008
- Mistshenkoana lata Gorochov, 2008
- Mistshenkoana longa Gorochov, 2008
- Mistshenkoana malakula Gorochov, 2008
- Mistshenkoana nhachangi Gorochov, 2007
- Mistshenkoana nigrifrons Gorochov, 2007
- Mistshenkoana ornata Gorochov, 2007
- Mistshenkoana ounua Gorochov, 2008
- Mistshenkoana ouveus Otte, 1987
- Mistshenkoana padangi Gorochov, 2007
- Mistshenkoana pangrango Gorochov, 2007
- Mistshenkoana pileata Gorochov, 2008
- Mistshenkoana polyphemus Gorochov, 2008
- Mistshenkoana propria Gorochov, 2007
- Mistshenkoana proxima Gorochov, 2007
- Mistshenkoana ralum Gorochov, 2008
- Mistshenkoana rennell Gorochov, 2008
- Mistshenkoana reticulata Gorochov, 2007
- Mistshenkoana rufa Gorochov, 2008
- Mistshenkoana sharovi Gorochov, 1990
- Mistshenkoana solomonica Gorochov, 2008
- Mistshenkoana sumbawae Gorochov, 2007
- Mistshenkoana surda Chopard, 1929
- Mistshenkoana symmetrica Gorochov, 2008
- Mistshenkoana tembelingi Gorochov, 2007
- Mistshenkoana uniformis Gorochov, 2008
- Mistshenkoana vanuatu Gorochov, 2008
- Mistshenkoana vitiensis Saussure, 1878
- Mistshenkoana weta Otte & Alexander, 1983